# جورج بیکر (بازیکن فوتبال)
جورج بیکر (انگلیسی: George Baker؛ زادهٔ ۶ آوریل ۱۹۳۶) بازیکن فوتبال اهل ولز بود.
از باشگاه‌هایی که در آن بازی کرده‌است می‌توان به باشگاه فوتبال شروزبری تاون و باشگاه فوتبال پلیموث آرگیل اشاره کرد.
وی همچنین در تیم ملی فوتبال زیر ۲۱ سال ولز بازی کرده‌است.